# Matthias Ginter
Matthias Lukas Ginter (Friburgo, 19 gennaio 1994) è un calciatore tedesco, difensore del Friburgo. Con la nazionale tedesca è stato campione del mondo nel 2014.

## Caratteristiche tecniche
Nasce come trequartista, nelle giovanili del Friburgo diviene poi un difensore centrale, segue bene l'azioni di gioco avversaria, sa come interferire nello schema avversario per merito del suo senso della posizione, oltre a essere atleticamente preparato. All'occorrenza si presta pure in attacco, sa calciare con il destro, il suo piede forte, oltre ad avvelersi anche del tiri di testa. Bravo in marcatura e nei disimpegni.

## Carriera

### Club

#### SV March e Friburgo
Inizia la sua carriera nel 1998 quando viene acquistato dal SV March, per militare nelle varie divisioni giovanili del club. Due anni più tardi viene acquistato dal Friburgo dove milita dal 2005 al 2012 nelle varie formazioni giovanili. Il suo debutto ufficiale in prima squadra arriva il 21 gennaio durante la partita di campionato tenutasi contro l'Augusta; in quell'occasione realizza anche la sua prima rete in carriera da calciatore professionista. Durante la successiva partita di campionato giocata contro il Mainz rimedia la sua prima ammonizione in carriera.

#### Borussia Dortmund
Il 17 luglio 2014, all'età di 20 anni, firma con il Borussia Dortmund di Jurgen Klopp per 4 anni, trasferitosi dal Friburgo per una cifra vicina ai 10 Milioni.
La prima presenza, subito da titolare (come difensore centrale in coppia con Sōkratīs Papastathopoulos) con la nuova maglia la trova il 13 agosto nella finale della Supercoppa di Germania contro il Bayern Monaco vinta dalla sua squadra con il punteggio di 2-0 con le reti di Henrix Mxit'aryan e Pierre-Emerick Aubameyang. Durante la stagione 2014-15 (l'ultima della gestione di Jürgen Klopp), il Dortmund in campionato delude (conclude al 7 posto, qualificandosi per l'edizione successiva dell'Europa League), mentre in Champions League 2014-2015 esce agli ottavi contro la Juventus. In Coppa di Germania invece il Dortmund arriva fino alla finale, dove viene sconfitto per 1-3 dal Wolfsburg. Conclude la sua prima stagione in giallonero con 22 presenze e 0 gol.
Nella nuova stagione viene spesso impiegato come terzino destro dal nuovo tecnico Thomas Tuchel, sostituto di Jurgen Klopp, con ottimi risultati: infatti con il nuovo ruolo regala ben 10 assist ai compagni. Il 23 agosto 2015 segna il suo primo gol nella vittoriosa partita contro il Ingolstadt 04 finita 4-0. Il 17 settembre segna il primo gol in Europa con la maglia del Borussia Dortmund nella partita vinta 2-1 in casa contro il Krasnodar. Conclude la stagione con 40 presenze e 4 gol.
La sua terza stagione in giallonero inizia con la prima presenza nella partita giocata in casa e vinta 6-0 contro il Darmstadt. L'11 aprile 2017, alla vigilia della partita di Champions League contro il Monaco, un'esplosione investe il pullman su cui viaggiavano lui e la sua squadra.

#### Borussia Mönchengladbach
Il 5 luglio 2017 passa al Borussia Mönchengladbach. Nella sua prima stagione segna cinque reti in campionato, realizza un gol sua contro il Bayern Monaco che l'Hannover 96 vincendo per 2-1 entrambe le partite, sigla una rete pure contro l'Hoffenheim nel successo per 3-1, inoltre con un gol e un assist vincente permette alla squadra di battere per 2-0 l'Augusta.
Nel dicembre del 2021, viene confermato che Ginter non avrebbe rinnovato il proprio contratto con il Borussia e che, di conseguenza, avrebbe lasciato la società al termine della stagione 2021-2022 dove realizza un solo gol, con la rete del 2-0 battendo l'Hertha.

#### Ritorno al Friburgo
Nel 2022 ritorna a vestire la maglia del Friburgo. Realizza una rete e un assist vincente in Coppa di Germania permettendo di conquistare la vittoria per 2-1 contro il St. Pauli, mentre durante l'edizione 2022-2023 della Bundesliga segna quattro gol: è autore della rete del 1-1 nel pareggio contro l'Eintracht Frankfurt, realizza un gol contro l'Augusta e lo Schalke, vincendo per 4-0 entrambi i match, e segna una rete nel successo per 3-2 contro il Bayer Leverkusen.

### Nazionale
Dopo aver giocato con l'Under-18, Under-19 e Under-21 tedesca, il 5 marzo 2014 esordisce in nazionale maggiore nell'amichevole Germania-Cile, conclusasi con la vittoria tedesca per 1-0.
Convocato per il Mondiale 2014, il 13 luglio 2014 si laurea campione del mondo dopo la vittoria in finale sull'Argentina per 1-0, ottenuta grazie al gol decisivo di Götze durante i tempi supplementari. Diviene così il primo giocatore del Friburgo a partecipare a un Mondiale e, in seguito alla vittoria della Nazionale teutonica, il primo a vincerne uno. Tuttavia, durante la manifestazione non scende in campo nemmeno per un minuto.
Nell'estate 2016 non viene convocato agli Europei di Francia 2016 ma prende parte alle Olimpiadi di Rio, manifestazione in cui la squadra tedesca si aggiudica la medaglia d'argento nel torneo olimpico di calcio dove segna un gol nel pareggio per 2-2 contro il Messico, realizza una rete anche contro il Portogallo vincendo per 4-0, nella finale contro il Brasile che si conclude per 1-1 la vincitrice viene decisa ai rigori dove Ginter è il primo a segnare dagli undici metri, tuttavia vince il Brasile per 5-4.
Partecipa anche alla Confederation Cup 2017, manifestazione vinta dalla nazionale tedesca. A differenza dei Mondiali di Brasile 2014, in cui era stato convocato ma non aveva giocato nemmeno un minuto, in questa competizione Ginter trova decisamente più spazio, giocando da titolare 4 partite su 5 come difensore centrale in un 3-4-2-1.
L'8 ottobre 2017 segna la sua prima rete in nazionale nel successo per 5-1 contro l'Azerbaigian.
Viene convocato anche per i Mondiali 2018 in Russia, terminato con la clamorosa eliminazione al primo turno dei teutonici. Anche in questo caso finisce nuovamente a 0 partite giocate la sua esperienza.
Dopo i Mondiali diviene titolare della selezione tedesca per via dei ritiri di Mats Hummels e Jérome Boateng.
Segna il suo primo gol con la nazionale il 16 novembre 2019 nella vittoria per 4-0 contro la Bielorussia, la sua seconda rete invece riesce a segnarla il 10 ottobre 2020 battendo per 2-1 l'Ucraina.
Viene convocato per i Mondiali 2022 in Qatar dove disputa solo pochi secondi contro la Costa Rica.

## Statistiche

### Presenze e reti nei club
Statistiche aggiornate al 28 gennaio 2024. 
| Stagione                   | Squadra                    | Campionato                 | Campionato | Campionato | Coppe nazionali | Coppe nazionali | Coppe nazionali | Coppe internazionali | Coppe internazionali | Coppe internazionali | Altre coppe | Altre coppe | Altre coppe | Totale | Totale |
| Stagione                   | Squadra                    | Comp                       | Pres       | Reti       | Comp            | Pres            | Reti            | Comp                 | Pres                 | Reti                 | Comp        | Pres        | Reti        | Pres   | Reti   |
| -------------------------- | -------------------------- | -------------------------- | ---------- | ---------- | --------------- | --------------- | --------------- | -------------------- | -------------------- | -------------------- | ----------- | ----------- | ----------- | ------ | ------ |
| 2011-2012                  | Friburgo                   | BL                         | 13         | 1          | CG              | -               | -               | -                    | -                    | -                    | -           | -           | -           | 13     | 1      |
| 2012-2013                  | Friburgo                   | BL                         | 23         | 1          | CG              | 3               | 0               | -                    | -                    | -                    | -           | -           | -           | 26     | 1      |
| 2013-2014                  | Friburgo                   | BL                         | 34         | 0          | CG              | 3               | 2               | UEL                  | 5                    | 1                    | -           | -           | -           | 42     | 3      |
| 2014-2015                  | Borussia Dortmund          | BL                         | 14         | 0          | CG              | 0               | 0               | UCL                  | 5                    | 0                    | SG          | 1           | 0           | 20     | 0      |
| 2015-2016                  | Borussia Dortmund          | BL                         | 24         | 3          | CG              | 5               | 0               | UEL                  | 11                   | 1                    | -           | -           | -           | 40     | 4      |
| 2016-2017                  | Borussia Dortmund          | BL                         | 29         | 0          | CG              | 5               | 0               | UCL                  | 8                    | 0                    | SG          | 0           | 0           | 42     | 0      |
| Totale Borussia Dortmund   | Totale Borussia Dortmund   | Totale Borussia Dortmund   | 67         | 3          |                 | 10              | 0               |                      | 24                   | 1                    |             | 1           | 0           | 102    | 4      |
| 2017-2018                  | Borussia M'Gladbach        | BL                         | 34         | 5          | CG              | 1               | 0               | -                    | -                    | -                    | -           | -           | -           | 35     | 5      |
| 2018-2019                  | Borussia M'Gladbach        | BL                         | 27         | 2          | CG              | 2               | 0               | -                    | -                    | -                    | -           | -           | -           | 29     | 2      |
| 2019-2020                  | Borussia M'Gladbach        | BL                         | 31         | 1          | CG              | 1               | 0               | UEL                  | 4                    | 0                    | -           | -           | -           | 36     | 0      |
| 2020-2021                  | Borussia M'Gladbach        | BL                         | 34         | 2          | CG              | 4               | 0               | UCL                  | 8                    | 0                    | -           | -           | -           | 46     | 2      |
| 2021-2022                  | Borussia M'Gladbach        | BL                         | 28         | 1          | CG              | 3               | 0               | -                    | -                    | -                    | -           | -           | -           | 31     | 1      |
| Totale Borussia M'Gladbach | Totale Borussia M'Gladbach | Totale Borussia M'Gladbach | 154        | 11         |                 | 11              | 0               |                      | 12                   | 0                    |             | -           | -           | 177    | 11     |
| 2022-2023                  | Friburgo                   | BL                         | 34         | 4          | CG              | 2               | 1               | UEL                  | 6                    | 0                    | -           | -           | -           | 42     | 5      |
| 2023-2024                  | Friburgo                   | BL                         | 18         | 0          | CG              | 5               | 1               | UEL                  | 8                    | 0                    | -           | -           | -           | 31     | 1      |
| Totale Friburgo            | Totale Friburgo            | Totale Friburgo            | 122        | 6          |                 | 13              | 4               |                      | 17                   | 1                    |             | -           | -           | 154    | 11     |
| Totale carriera            | Totale carriera            | Totale carriera            | 343        | 18         |                 | 31              | 4               |                      | 55                   | 2                    |             | 1           | 0           | 433    | 23     |

### Cronologia presenze e reti in nazionale
| Cronologia completa delle presenze e delle reti in nazionale ― Germania | Cronologia completa delle presenze e delle reti in nazionale ― Germania | Cronologia completa delle presenze e delle reti in nazionale ― Germania | Cronologia completa delle presenze e delle reti in nazionale ― Germania | Cronologia completa delle presenze e delle reti in nazionale ― Germania | Cronologia completa delle presenze e delle reti in nazionale ― Germania | Cronologia completa delle presenze e delle reti in nazionale ― Germania | Cronologia completa delle presenze e delle reti in nazionale ― Germania |
| Data                                                                    | Città                                                                   | In casa                                                                 | Risultato                                                               | Ospiti                                                                  | Competizione                                                            | Reti                                                                    | Note                                                                    |
| ----------------------------------------------------------------------- | ----------------------------------------------------------------------- | ----------------------------------------------------------------------- | ----------------------------------------------------------------------- | ----------------------------------------------------------------------- | ----------------------------------------------------------------------- | ----------------------------------------------------------------------- | ----------------------------------------------------------------------- |
| 5-3-2014                                                                | Stoccarda                                                               | Germania                                                                | 1 – 0                                                                   | Cile                                                                    | Amichevole                                                              | -                                                                       | 89’                                                                     |
| 13-5-2014                                                               | Amburgo                                                                 | Germania                                                                | 0 – 0                                                                   | Polonia                                                                 | Amichevole                                                              | -                                                                       |                                                                         |
| 3-9-2014                                                                | Düsseldorf                                                              | Germania                                                                | 2 – 4                                                                   | Argentina                                                               | Amichevole                                                              | -                                                                       |                                                                         |
| 7-9-2014                                                                | Dortmund                                                                | Germania                                                                | 2 – 1                                                                   | Scozia                                                                  | Qual. Euro 2016                                                         | -                                                                       | 92’                                                                     |
| 14-10-2014                                                              | Gelsenkirchen                                                           | Germania                                                                | 1 – 1                                                                   | Irlanda                                                                 | Qual. Euro 2016                                                         | -                                                                       | 46’                                                                     |
| 8-10-2015                                                               | Dublino                                                                 | Irlanda                                                                 | 1 – 0                                                                   | Germania                                                                | Qual. Euro 2016                                                         | -                                                                       | 77’                                                                     |
| 11-10-2015                                                              | Lipsia                                                                  | Germania                                                                | 2 – 1                                                                   | Georgia                                                                 | Qual. Euro 2016                                                         | -                                                                       |                                                                         |
| 13-11-2015                                                              | Saint-Denis                                                             | Francia                                                                 | 2 – 0                                                                   | Germania                                                                | Amichevole                                                              | -                                                                       | 79’                                                                     |
| 29-3-2016                                                               | Monaco di Baviera                                                       | Germania                                                                | 4 – 1                                                                   | Italia                                                                  | Amichevole                                                              | -                                                                       | 85’                                                                     |
| 6-6-2017                                                                | Brøndby                                                                 | Danimarca                                                               | 1 – 1                                                                   | Germania                                                                | Amichevole                                                              | -                                                                       | 66’                                                                     |
| 22-6-2017                                                               | Kazan'                                                                  | Germania                                                                | 1 – 1                                                                   | Cile                                                                    | Conf. Cup 2017 - 1º turno                                               | -                                                                       |                                                                         |
| 25-6-2017                                                               | Soči                                                                    | Germania                                                                | 3 – 1                                                                   | Camerun                                                                 | Conf. Cup 2017 - 1º turno                                               | -                                                                       |                                                                         |
| 29-6-2017                                                               | Soči                                                                    | Germania                                                                | 4 – 1                                                                   | Messico                                                                 | Conf. Cup 2017 - Semifinale                                             | -                                                                       |                                                                         |
| 2-7-2017                                                                | San Pietroburgo                                                         | Cile                                                                    | 0 – 1                                                                   | Germania                                                                | Conf. Cup 2017 - Finale                                                 | -                                                                       |                                                                         |
| 1-9-2017                                                                | Praga                                                                   | Rep. Ceca                                                               | 1 – 2                                                                   | Germania                                                                | Qual. Mondiali 2018                                                     | -                                                                       |                                                                         |
| 8-10-2017                                                               | Kaiserslautern                                                          | Germania                                                                | 5 – 1                                                                   | Azerbaigian                                                             | Qual. Mondiali 2018                                                     | -                                                                       | 36’                                                                     |
| 10-11-2017                                                              | Londra                                                                  | Inghilterra                                                             | 0 – 0                                                                   | Germania                                                                | Amichevole                                                              | -                                                                       |                                                                         |
| 8-6-2018                                                                | Leverkusen                                                              | Germania                                                                | 2 – 1                                                                   | Arabia Saudita                                                          | Amichevole                                                              | -                                                                       | 81’                                                                     |
| 6-9-2018                                                                | Monaco di Baviera                                                       | Germania                                                                | 0 – 0                                                                   | Francia                                                                 | UEFA Nations League 2018-2019 - 1º turno                                | -                                                                       |                                                                         |
| 9-9-2018                                                                | Sinsheim                                                                | Germania                                                                | 2 – 1                                                                   | Perù                                                                    | Amichevole                                                              | -                                                                       | 72’                                                                     |
| 13-10-2018                                                              | Amsterdam                                                               | Paesi Bassi                                                             | 3 – 0                                                                   | Germania                                                                | UEFA Nations League 2018-2019 - 1º turno                                | -                                                                       |                                                                         |
| 16-10-2018                                                              | Saint-Denis                                                             | Francia                                                                 | 2 – 1                                                                   | Germania                                                                | UEFA Nations League 2018-2019 - 1º turno                                | -                                                                       | 29’ 83’                                                                 |
| 15-11-2018                                                              | Lipsia                                                                  | Germania                                                                | 3 – 0                                                                   | Russia                                                                  | Amichevole                                                              | -                                                                       |                                                                         |
| 24-3-2019                                                               | Amsterdam                                                               | Paesi Bassi                                                             | 2 – 3                                                                   | Germania                                                                | Qual. Euro 2020                                                         | -                                                                       |                                                                         |
| 8-6-2019                                                                | Barysaŭ                                                                 | Bielorussia                                                             | 0 – 2                                                                   | Germania                                                                | Qual. Euro 2020                                                         | -                                                                       |                                                                         |
| 11-6-2019                                                               | Magonza                                                                 | Germania                                                                | 8 – 0                                                                   | Estonia                                                                 | Qual. Euro 2020                                                         | -                                                                       |                                                                         |
| 6-9-2019                                                                | Amburgo                                                                 | Germania                                                                | 2 – 4                                                                   | Paesi Bassi                                                             | Qual. Euro 2020                                                         | -                                                                       | 84’                                                                     |
| 9-9-2019                                                                | Belfast                                                                 | Irlanda del Nord                                                        | 0 – 2                                                                   | Germania                                                                | Qual. Euro 2020                                                         | -                                                                       | 40’                                                                     |
| 16-11-2019                                                              | Mönchengladbach                                                         | Germania                                                                | 4 – 0                                                                   | Bielorussia                                                             | Qual. Euro 2020                                                         | 1                                                                       |                                                                         |
| 3-9-2020                                                                | Stoccarda                                                               | Germania                                                                | 1 – 1                                                                   | Spagna                                                                  | UEFA Nations League 2020-2021 - 1º turno                                | -                                                                       | 62’                                                                     |
| 6-9-2020                                                                | Basilea                                                                 | Svizzera                                                                | 1 – 1                                                                   | Germania                                                                | UEFA Nations League 2020-2021 - 1º turno                                | -                                                                       |                                                                         |
| 10-10-2020                                                              | Kiev                                                                    | Ucraina                                                                 | 1 – 2                                                                   | Germania                                                                | UEFA Nations League 2020-2021 - 1º turno                                | 1                                                                       | 84’                                                                     |
| 13-10-2020                                                              | Colonia                                                                 | Germania                                                                | 3 – 3                                                                   | Svizzera                                                                | UEFA Nations League 2020-2021 - 1º turno                                | -                                                                       | 77’                                                                     |
| 14-11-2020                                                              | Lipsia                                                                  | Germania                                                                | 3 – 1                                                                   | Ucraina                                                                 | UEFA Nations League 2020-2021 - 1º turno                                | -                                                                       |                                                                         |
| 17-11-2020                                                              | Siviglia                                                                | Spagna                                                                  | 6 – 0                                                                   | Germania                                                                | UEFA Nations League 2020-2021 - 1º turno                                | -                                                                       |                                                                         |
| 25-3-2021                                                               | Duisburg                                                                | Germania                                                                | 3 – 0                                                                   | Islanda                                                                 | Qual. Mondiali 2022                                                     | -                                                                       |                                                                         |
| 28-3-2021                                                               | Bucarest                                                                | Romania                                                                 | 0 – 1                                                                   | Germania                                                                | Qual. Mondiali 2022                                                     | -                                                                       |                                                                         |
| 31-3-2021                                                               | Duisburg                                                                | Germania                                                                | 1 – 2                                                                   | Macedonia del Nord                                                      | Qual. Mondiali 2022                                                     | -                                                                       | 88’                                                                     |
| 2-6-2021                                                                | Innsbruck                                                               | Germania                                                                | 1 – 1                                                                   | Danimarca                                                               | Amichevole                                                              | -                                                                       |                                                                         |
| 7-6-2021                                                                | Düsseldorf                                                              | Germania                                                                | 7 – 1                                                                   | Lettonia                                                                | Amichevole                                                              | -                                                                       |                                                                         |
| 15-6-2021                                                               | Monaco di Baviera                                                       | Francia                                                                 | 1 – 0                                                                   | Germania                                                                | Euro 2020 - 1º turno                                                    | -                                                                       | 88’                                                                     |
| 19-6-2021                                                               | Monaco di Baviera                                                       | Portogallo                                                              | 2 – 4                                                                   | Germania                                                                | Euro 2020 - 1º turno                                                    | -                                                                       | 77’                                                                     |
| 23-6-2021                                                               | Monaco di Baviera                                                       | Germania                                                                | 2 – 2                                                                   | Ungheria                                                                | Euro 2020 - 1º turno                                                    | -                                                                       | 82’                                                                     |
| 29-6-2021                                                               | Londra                                                                  | Inghilterra                                                             | 2 – 0                                                                   | Germania                                                                | Euro 2020 - Ottavi di finale                                            | -                                                                       | 25’ 87’                                                                 |
| 11-11-2021                                                              | Wolfsburg                                                               | Germania                                                                | 9 – 0                                                                   | Liechtenstein                                                           | Qual. Mondiali 2022                                                     | -                                                                       | 72’                                                                     |
| 14-11-2021                                                              | Erevan                                                                  | Armenia                                                                 | 1 – 4                                                                   | Germania                                                                | Qual. Mondiali 2022                                                     | -                                                                       |                                                                         |
| 16-11-2022                                                              | Mascate                                                                 | Oman                                                                    | 0 – 1                                                                   | Germania                                                                | Amichevole                                                              | -                                                                       | 46’                                                                     |
| 1-12-2022                                                               | Al Khor                                                                 | Costa Rica                                                              | 2 – 4                                                                   | Germania                                                                | Mondiali 2022 - 1º turno                                                | -                                                                       | 90+5’                                                                   |
| 25-3-2023                                                               | Magonza                                                                 | Germania                                                                | 2 – 0                                                                   | Perù                                                                    | Amichevole                                                              | -                                                                       |                                                                         |
| 28-3-2023                                                               | Colonia                                                                 | Germania                                                                | 2 – 3                                                                   | Belgio                                                                  | Amichevole                                                              | -                                                                       |                                                                         |
| 12-6-2023                                                               | Brema                                                                   | Germania                                                                | 3 – 3                                                                   | Ucraina                                                                 | Amichevole                                                              | -                                                                       |                                                                         |
| Totale                                                                  |                                                                         | Presenze                                                                | 51                                                                      |                                                                         | Reti                                                                    | 2                                                                       |                                                                         |

## Palmarès

### Club
- Supercoppa di Germania: 1

Borussia Dortmund: 2014
- Coppa di Germania: 1

Borussia Dortmund: 2016-2017

### Nazionale
- Campionato mondiale: 1

Brasile 2014
- Argento olimpico: 1

Rio de Janeiro 2016
- Confederations Cup: 1

Russia 2017

### Individuale
- Fritz-Walter-Medaille: 2

2012 (Under-18)
2013 (Under-19)